# Hoya acuminata
Hoya acuminata ist eine Pflanzenart der Gattung der Wachsblumen (Hoya) aus der Unterfamilie der Seidenpflanzengewächse (Asclepiadoideae). 

## Merkmale
Hoya acuminata ist eine kletternde und hängende, epiphytische Pflanzenart. Die Triebe sind 30 bis 60 cm lang („1-2 feet“) und kräftig. Sie sind um die Nodien spärlich flaumig behaart. Die dicken Blattstiele sind 2 bis 5 mm lang und gelegentlich an der Oberseite schwach flaumig behaart. Die Blattspreiten sind schmal-elliptisch bis lanzettlich-elliptisch; sie messen 6 bis 11 cm in der Länge und 1,5 bis 3 cm in der Breite. Der Blattapex ist gespitzt, die Basis ist keilförmig. Sie sind fleischig bis leicht ledrig und gelegentlich auf der Mittelrippe schwach flaumig behaart. 
Die wenigblütigen (2 bis 5 Blüten), doldenförmigen Blütenstände sind endständig oder entspringen den Blattachseln. Sie stehen aufrecht, wenn sie weiter wachsen, können sie auch kippen und dann hängen. Die Schäfte der Blütenstände sind etwa 1 bis 2 cm lang. Die mit Härchen besetzten Kelchblätter sind länglich-linealisch, 8 mm lang und 2 mm breit, und laufen stumpf aus. Die dünnen und kahlen Blütenstiele sind dagegen relativ lang, 3,5 bis 5 cm. Die schneeweiße Blütenkrone hat einen Durchmesser von 2,5 cm bis 5 cm (in Abhängigkeit in welchem Stadiums des Zurückbiegens die Kronblattzipfel sind). Die Kronblätter sind außen kahl, innen flaumig behaart; sie werden aber zur Spitze hin kahl. Die Kronblattzipfel sind weit zurück gebogen. Sie sind schmal-dreieckig und zugespitzt, 2 bis 3 cm lang und 5 bis 8 mm breit. Die Nebenkrone ist gestielt, der Stiel etwa 5 mm hoch. Die aufrecht stehenden Zipfel der Nebenkrone sind abgeflacht; die seitlichen Flügel sind nach innen gebogen und berühren sich. Die Zipfel sehen dadurch fleischig aus. Die schlanken inneren Fortsätze sind 1 bis 2 mm lang; sie krümmen sich über dem Griffelkopf. Früchte und Samen wurden bisher nicht beobachtet.

## Geographische Verbreitung und Habitat
Die Art kommt in Bangla Desh (Kasia-Berge), Myanmar (um Hkinlum), Bhutan, Indien (Meghalaya, Sikkim) und China von etwa 600 m (2000 feet) bis etwa 1300 m über Meereshöhe vor.

## Taxonomie
Das Taxon wurde von Joseph Dalton Hooker, der 1883 einen invaliden Namen von George Bentham validierte. Hooker legte damals aber keinen Holotypus fest. Michele Rodda et al. bestimmten einen Isotypus im Herbarium des Royal Botanic Gardens (Kew) zum Lectotypus (K 000438717). Ein Isolectotypus befindet sich im Royal Botanic Garden Edinburgh (Schottland) unter der Nummer E00179581. Die Art ist trotz der weiten Verbreitung schlecht bekannt. In den meisten Publikationen, die die Art mehr oder weniger genau behandeln sind keine Abbildungen enthalten. Im Internet fanden sich lediglich zwei Abbildungen, die wenigstens den Blütenstand zeigen.
Die Sektion Pterostelma der Gattung Hoya ist durch Hoya acuminata typifiziert. Sie hat aber wenig Bedeutung in der Systematik. Hoya griffithiana Decne. ex Hook. fil. (1883) ist ein Synonym. Ebenfalls in die Synonymie gestellt wurde Hoya myanmarica P.T.Li (1994).